# مارفن بيل
مارفن بيل (بالإنجليزية: Marvin Bell)‏ هو شاعر أمريكي، ولد في 3 أغسطس 1937 في بروكلين في الولايات المتحدة.